# Arkhangai (tỉnh)

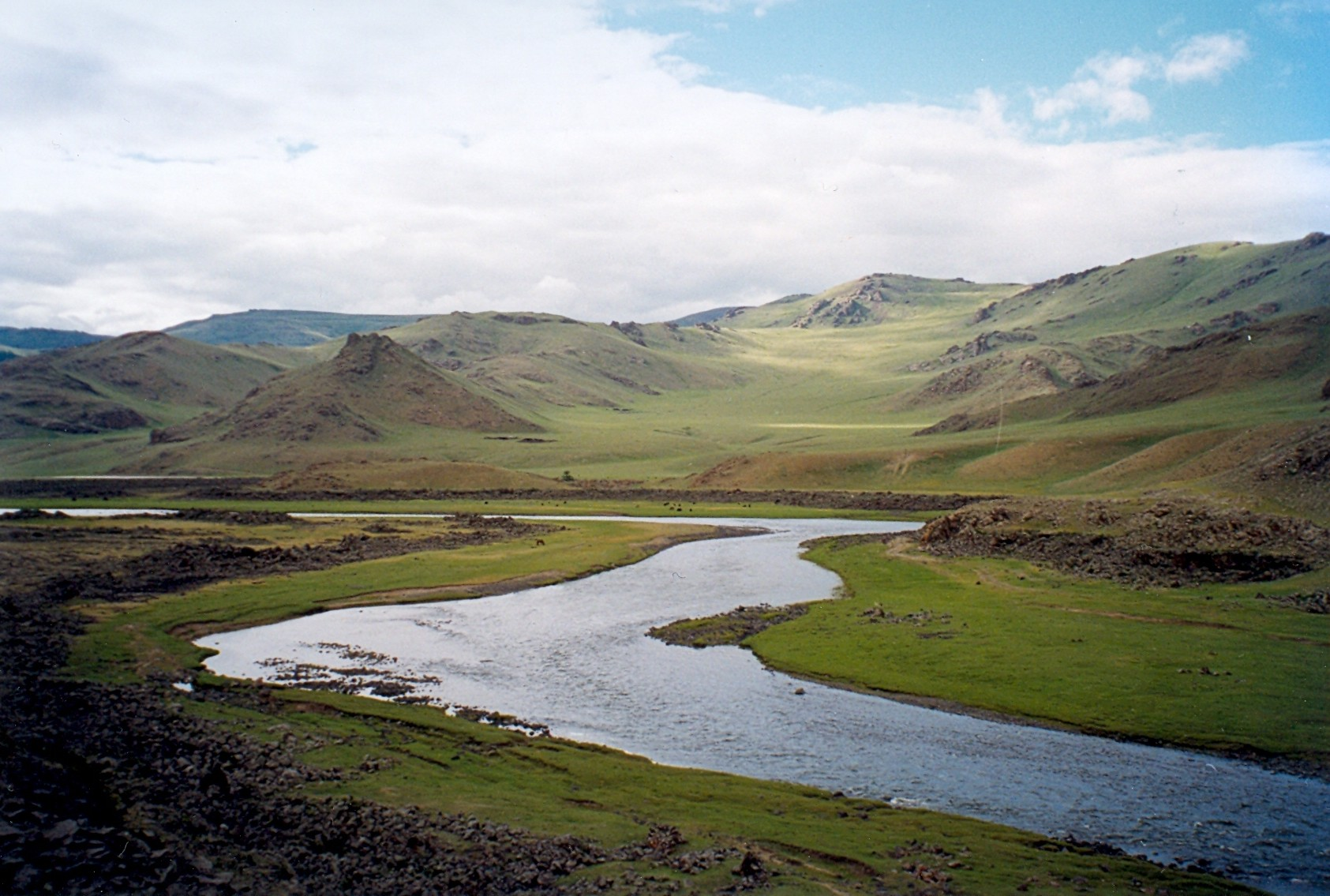
phong cảnh Tariat

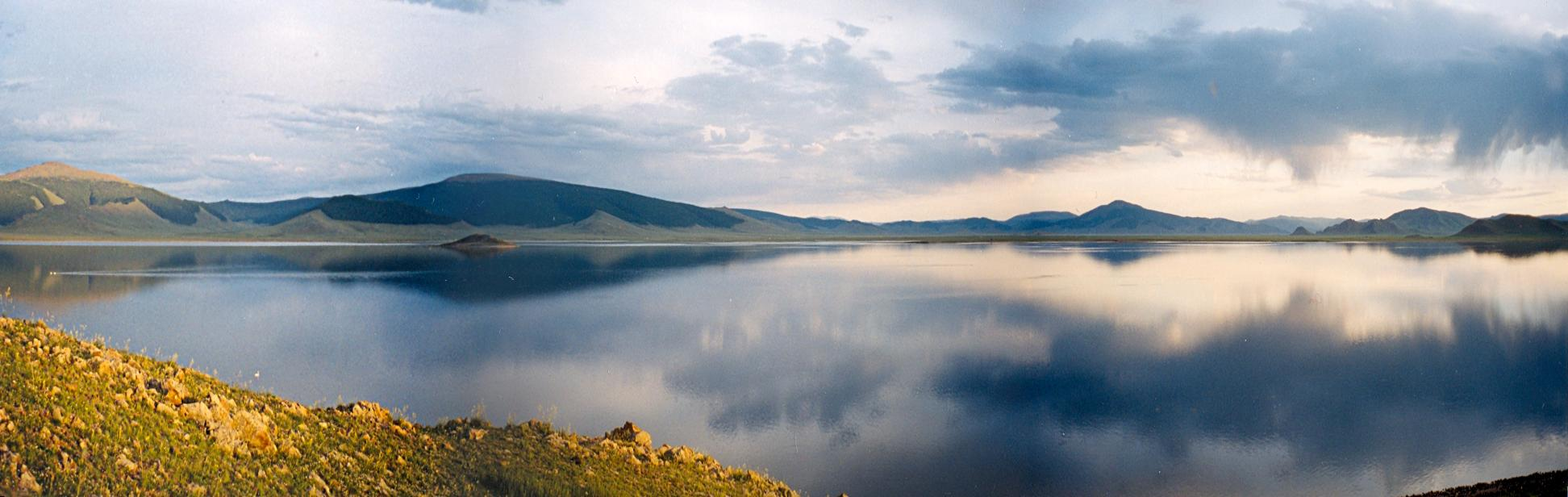
Toàn cảnh Terkhiin Tsagaan Nuur.

Arkhangai (tiếng Mông Cổ: Архангай, nghĩa là Bắc Khangai) là một trong 21 aimag (tỉnh) của Mông Cổ. Tỉnh nằm hơi lệch về phía tây của đất nước và nằm trên sườn nghiêng phía bắc của dãy núi Khangai.

## Địa lý
Arkhangai không có đường biên giới với nước ngoài và giáp với các tỉnh: Bulgan (đông bắc), Övörkhangai (đông nam), Bayankhongor (nam), Zavkhan (tây), và Khövsgöl (tây bắc).
Đỉnh cao nhất trong tỉnh là Kharlagtai cao 3.529 m (11,578 ft), còn điểm thấp nhất là nơi hợp lưu của sông Orkhon và sông Tamir với độ cao 1.290 m (4,232 ft). Ngọn núi được biết đến nhiều nhất trong tỉnh là một núi lửa đã tuyệt chủng tên là Khorgo, một phần của Công viên quốc gia Khorgo-Terkhiin Tsagaan Nuur.

### Các khu vực nước
Các dòng sông Chuluut, Khanui, và Tamir khởi nguồn tại các thung lũng thuộc dãy núi Khangai. Cùng với một số phụ lưu nhỏ hơn, tất cả chúng đều thuộc về lưu vực của sông Selenge. Orkhon cũng chảy qua phần cực đông của tỉnh.
Hồ Terkhiin Tsagaan Nuur nằm tại phía tây của Arkhangai. Theo một huyền thoại hồ được tạo thành khi một người khổng lồ cầm một tảng đá lớn và ném nó đi. Khi nhìn lại phía sau, ông thấy một bề mặt màu trắng và kêu lên đầy ngạc nhiên, "Nhìn kìa, một hồ nước trắng!" Thán từ này đã trở thành tên gọi của hồ. Tảng đá đã rơi xa hơn về phía đông và được gọi là Taikhar Chuluu. Hồ nhỏ Ögii Nuur nằm ở phần phía đông của tỉnh tại sum cùng tên.

## Lịch sử
Sau Cách mạng Ngoại Mông năm 1921 thắng lợi, Mông Cổ tiến hành cải cách hệ thống hành chính và tỉnh Tsetserleg Mandal Uul được thành lập trên cơ sở aimag Sain Noyon Khan. 
Arkhangai được thành lập từ nhiều phần của tỉnh Tsetserleg Mandal Uul vào năm 1931. Vào thời điểm này, aimag có 35 sum, 65.333 cư dân thuộc 22.285 hộ gia đình, và 1.800.000 đầu gia súc. Trung tâm hành chính Tsetserleg được thành lập tại địa điểm Tu viện Zaya Khüree, nơi được hình thành từ năm 1586.

## Dân số
Arkhangai có diện tích 55.313,82 km² (21,357 sq mi), với 89.282 cư dân vào ngày 31 tháng 12 năm 2008, vào ngày 31 tháng 12 năm 2009 là 89.331 người sinh sống tại 19 sum và 99 bag.

## Giao thông
Hiện không có chuyến bay nào đến sân bay của Tsetserleg. Xe bưu chính du lịch chạy hàng ngày tới Tsetserleg qua Kharkhorin, rời khỏi Trung tâm Rồng tại Ulaanbaatar vào 8:00 sáng. Giá vé vào khoảng 20.000 MNT. Một số xe khách cỡ nhỏ cũng di chuyển hàng ngày tới Tsetserleg, nhưng độ tin cậy thấp hơn.

## Khí hậu
Vào mùa đông, nhiệt độ thường xuống thấp đến −30 °C tới −38 °C (−22 °F tới −36 °F) còn vào mùa hè, nhiệt độ cao nhất là khoảng từ 25 °C đến 36 °C (77 °F đến 97 °F).

## Kinh tế
Lĩnh vực kinh tế chính của tỉnh là nông nghiệp, chủ yếu là chăn nuôi gia súc. Theo số liệu năm 2004, tỉnh có 1.948.000 gia súc như: dê, cừu, bò (bao gồm. yak và khainag), ngựa và lạc đà. Lạc đà được nuôi tại các sum đông nam.

## Hành chính

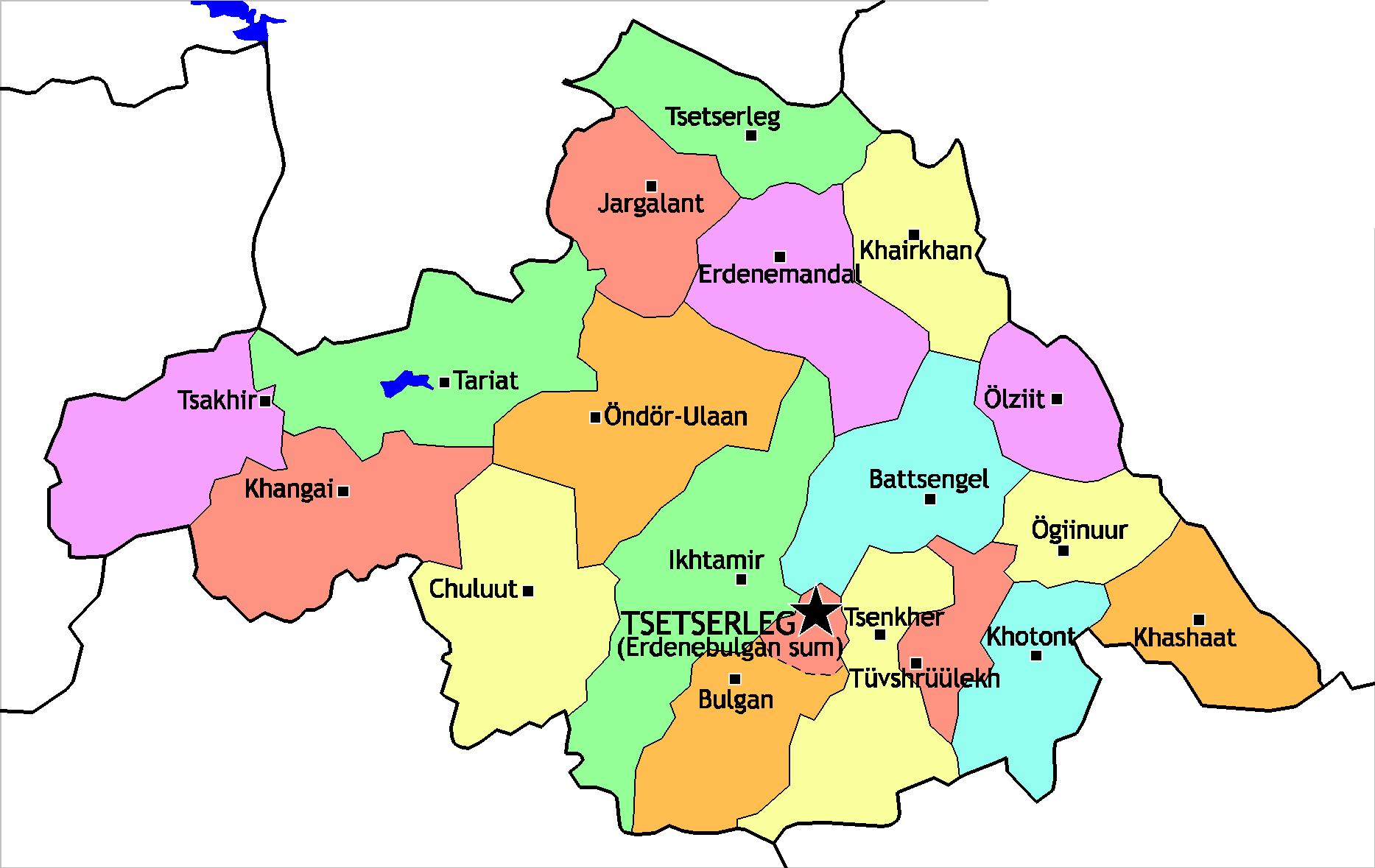
Các Sum của Arkhangai

Tỉnh lị Tsetserleg về phương diện địa lý nằm tại sum Bulgan ở phía nam của tỉnh. Không nên nhầm lẫn thành phố với sum Tsetserleg ở phía bắc của tỉnh. 
| Sum           | Mông Cổ      | Dân số (2005) | Dân số (2008) | Dân số (2009) | Diện tích km² | Mật độ /km² | Dân số trung tâm sum |
| ------------- | ------------ | ------------- | ------------- | ------------- | ------------- | ----------- | -------------------- |
| Battsengel    | Батцэнгэл    | 3.818         | 3.855         | 3.846         | 3.500         | 1,10        | 1.096                |
| Bulgan        | Булган       | 2.285         | 2.361         | 2.434         | 3.100         | 0,79        | 961                  |
| Chuluut       | Чулуут       | 3.943         | 3.749         | 3.744         | 3.900         | 0,96        | 935                  |
| Erdenebulgan* | Эрдэнэбулган | 17.790        | 18.022        | 17.770        | 536           | 33,15       | 17,770               |
| Erdenemandal  | Эрдэнэмандал | 6.099         | 5.843         | 5.933         | 3.400         | 1,74        | 1.091                |
| Ikh-Tamir     | Их тамир     | 5.714         | 5.154         | 5.247         | 4.800         | 1,09        | 1.050                |
| Jargalant     | Жаргалант    | 4.089         | 4.114         | 4.111         | 3.832         | 1,07        | 1.035                |
| Khairkhan     | Хайрхан      | 3.756         | 3.558         | 3.656         | 2.500         | 1,46        | 739                  |
| Khangai       | Хангай       | 3.054         | 2.805         | 2.926         | 4.400         | 0,66        | 795                  |
| Khashaat      | Хашаат       | 3.594         | 3.305         | 3.344         | 2.600         | 1,29        | 802                  |
| Khotont       | Хотонт       | 4.763         | 4.809         | 4.440         | 2.200         | 2,02        | 774                  |
| Ögii nuur     | Өгий нуур    | 3.015         | 3.041         | 3.086         | -             | -           | 622                  |
| Ölziit        | Өлзийт       | 3.154         | 3.037         | 3.102         | 1.700         | 1,82        | 829                  |
| Öndör-Ulaan   | Өндөр-Улаан  | 5.873         | 5.729         | 5.798         | 4.000         | 1,45        | 1.097                |
| Tariat        | Тариат       | 5.082         | 5.022         | 5.086         | 3.800         | 1,34        | 644                  |
| Tüvshrüülekh  | Түвшрүүлэх   | 3.489         | 3.410         | 3.438         | 1.200         | 2,86        | 1.869                |
| Tsakhir       | Цахир        | 2.058         | 2.126         | 2.143         | 3.398         | 0,63        | 438                  |
| Tsenkher      | Цэнхэр       | 5.480         | 5.387         | 5.414         | 3.200         | 1,69        | 997                  |
| Tsetserleg    | Цэцэрлэг     | 2.058         | 3.955         | 3.813         | 2.500         | 1,53        | 848                  |

* - Tỉnh lị Tsetserleg